# Кістка-трапеція
Кістка-трапеція, також велика багатокутна кістка (лат. os trapezium, os multangulum majus) — одна з кісток зап'ястка. Бере участь в утворенні променевого краю зап'ясткового каналу. Гомологічна першій дистальній п'ястковій кістці плазунів і земноводних.

## Будова
Розташовується на променевій стороні зап'ястка, у дистальному ряді зап'ясткових кісток, між човноподібною та першою п'ястковою кістками. Має неправильну форму. Ліктьова поверхня кістки прилягає до трапецієподібної і човноподібної кісток:708.

### Поверхні
- Верхня поверхня (facies superior) — спрямована догори і медіально; у медіальній ділянці гладка і зчленовується з човноподібною кісткою; у латеральній ділянці шерехата і продовжується в латеральну поверхню.
- Нижня поверхня (facies inferior) — овальна увігнута з боків; вигнута в передньо-задньому напрямку, утворюючи сідлоподібну поверхню для зчленування з основою першої п'ясткової кістки (першого зап'ястково-п'ясткового суглоба). Протиставлення великого пальця робить можливим, серед іншого, і сідлоподібність цієї поверхні.
- Дорсальна поверхня (facies dorsalis) — гладка.
- Долонна чи передня поверхня (facies palmaris) — вузька і шерехата. У її верхній частині є глибока борозна, що йде навкоси зверху донизу і медіально; у ній проходить сухожилок променевого згинача зап'ястка; латерально вона обмежена навкісним гребенем. Від цієї поверхні починаються такі м'язи, як протиставний м'яз великого пальця, короткий відвідний м'яз великого пальця та короткий м'яз-згинач великого пальця; до неї також кріпиться поперечна зап'ясткова зв'язка. У латеральній ділянці поверхні розташований горбок кістки-трапеції (tuberculum ossis trapezii)[2]:708, до якого іноді кріпиться короткий відвідний м'яз великого пальця.
- Бічна чи латеральна поверхня (facies lateralis) — широка і шерехата, є місцем прикріплення зв'язок.
- Присередня чи медіальна поверхня (facies medialis) — має дві грані; верхня широка на увігнута, зчленовується з трапецієподібною кісткою; нижня мала та овальна, зчленовується з основою другої п'ясткової кістки.

## Функції
Бере участь в утворенні кісткової основи руки. Є крайньою кісткою (найрадіальнішою) в променевому краї зап'ясткового каналу:708. Важлива для забезпечення руху великого пальця.

## Галерея

Положення кістки-трапеції (виділена червоним). Ліва рука. Анімація.
Кістка-трапеція лівої руки.
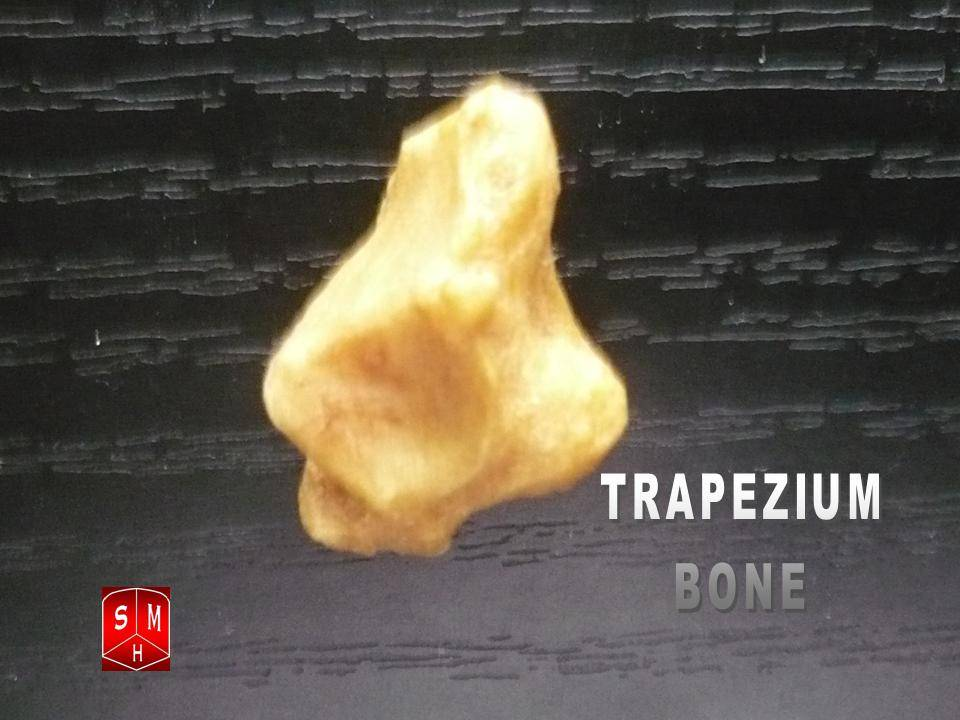
Кістка-трапеція.
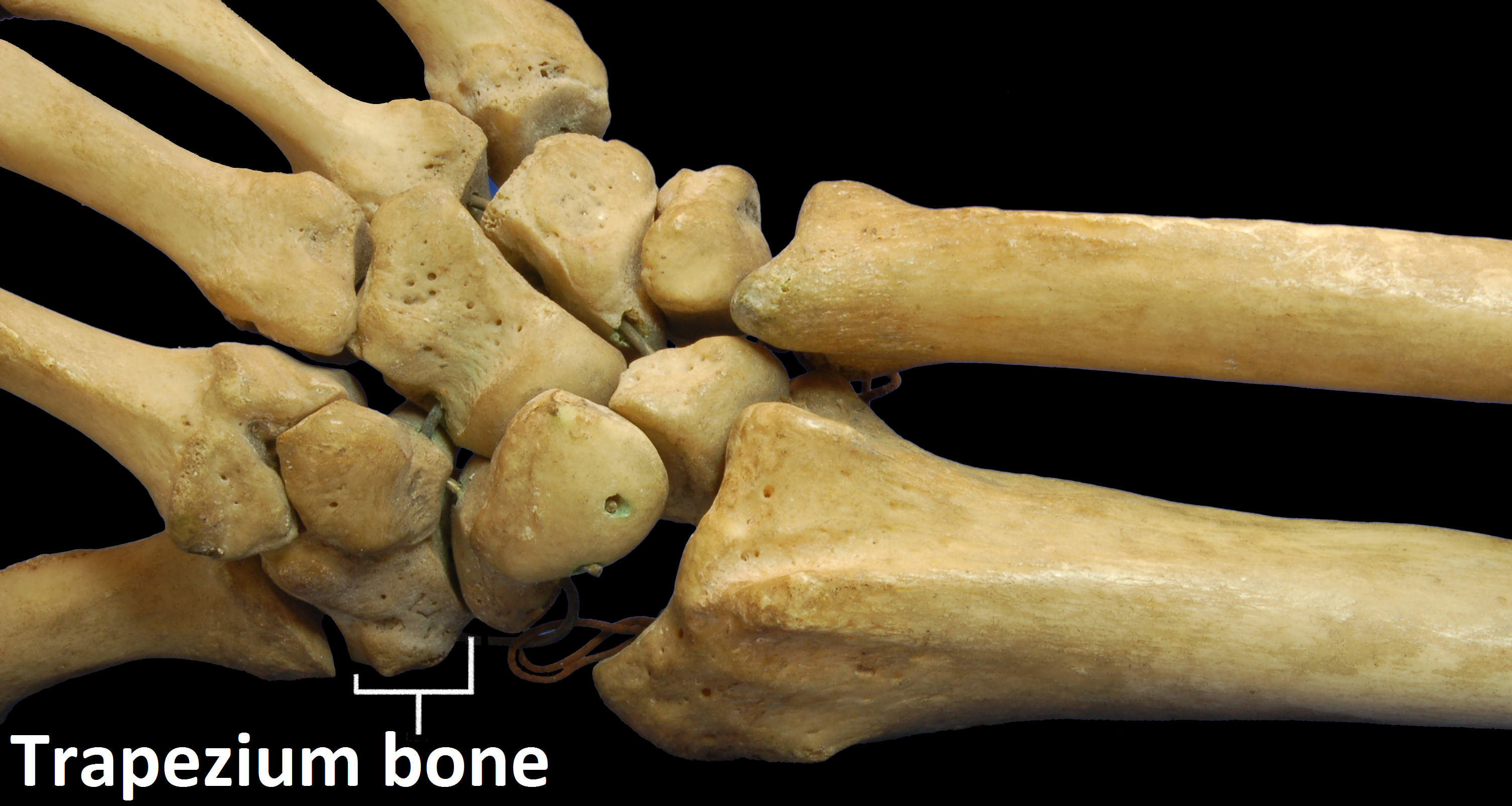
Права рука ззаду (з тильного боку). Великий палець унизу.
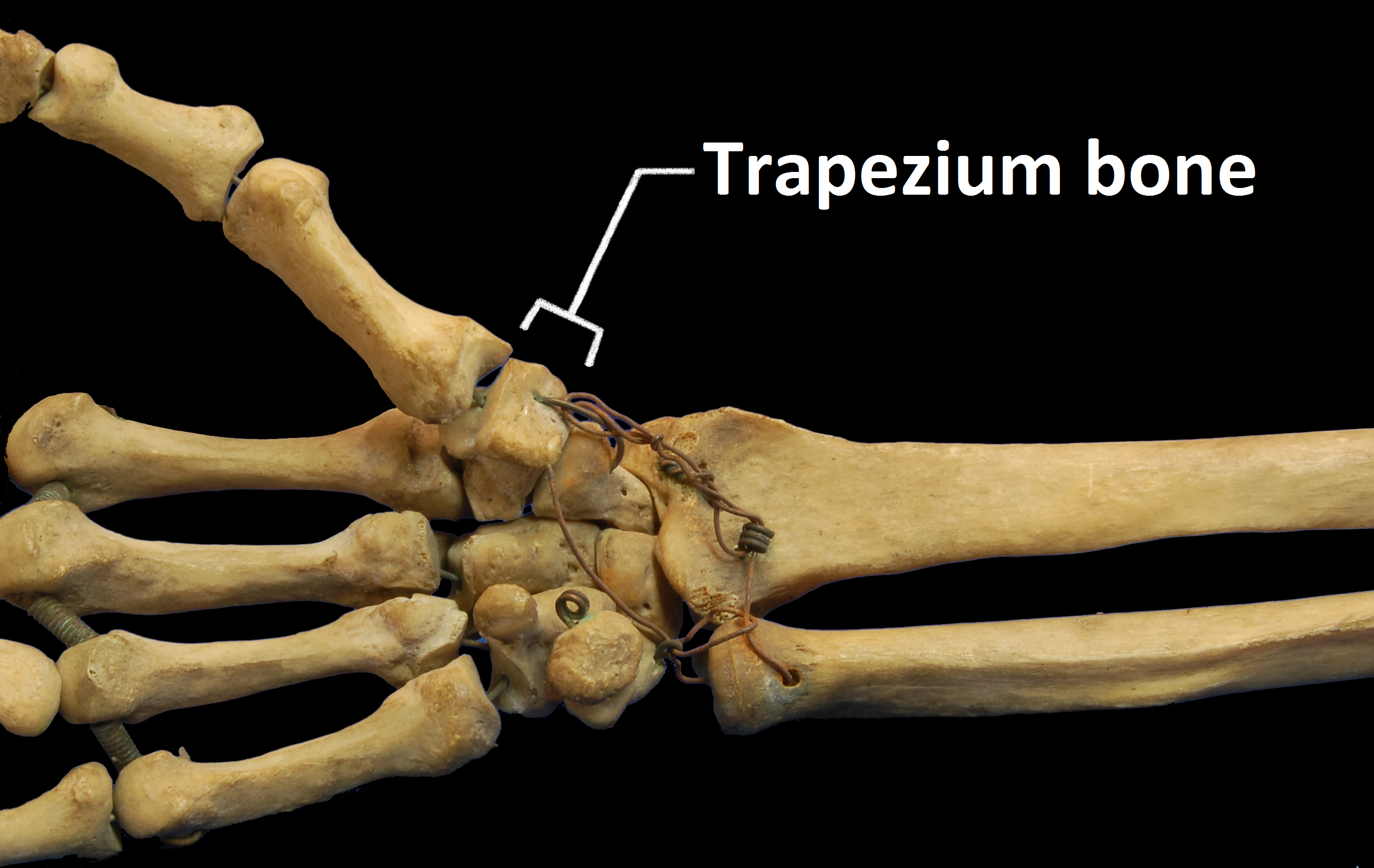
Права рука спереду (з боку долоні). Великий палець угорі.
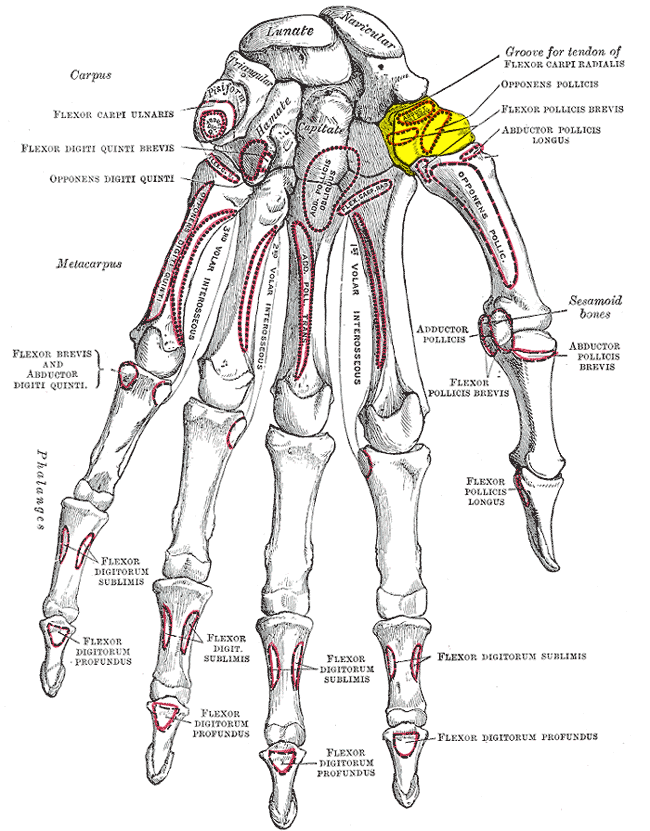
Кістки лівої руки. Долонна поверхня. Кістка-трапеція виділена жовтим.
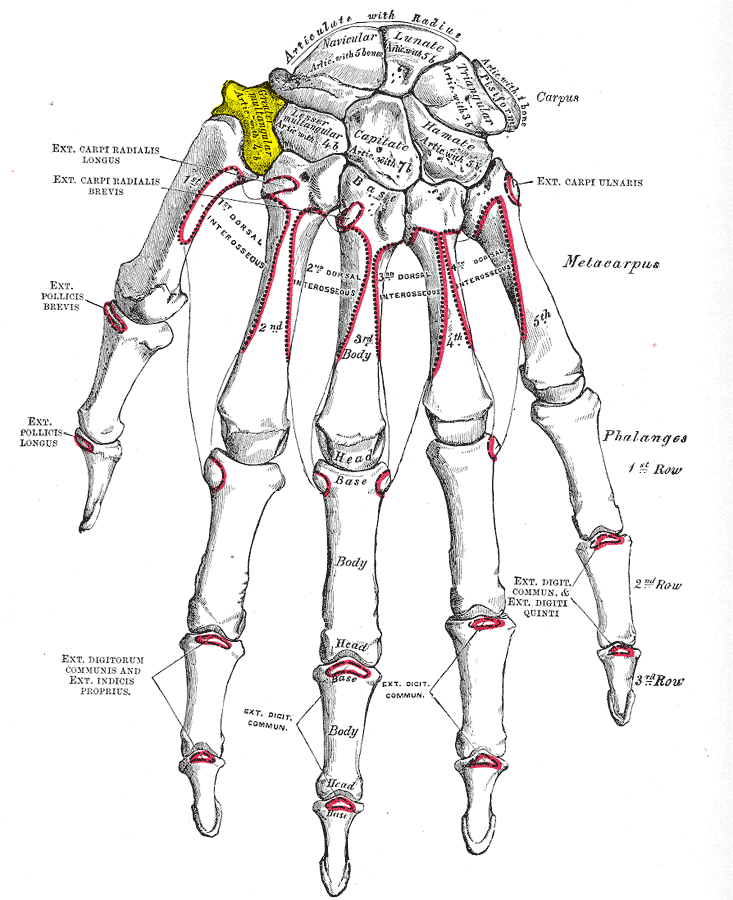
Кістки лівої руки. Дорсальна поверхня. Кістка-трапеція виділена жовтим.
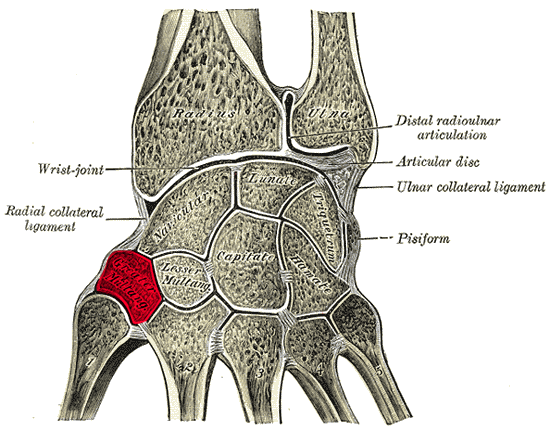
Поперечний переріз зап'ястка (великий палець ліворуч). Кістка-трапеція виділена червоним (позначена як «Greater Multang»).
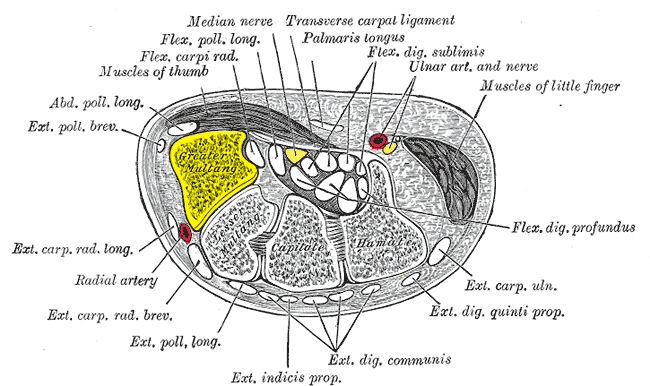
Поперечний переріз через зап'ясток і пальці. Кістка-трапеція виділена жовтим (позначена як «Greater Multang»).
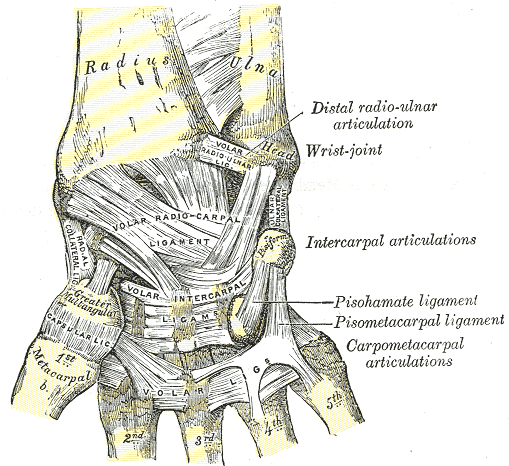
Зв'язки зап'ястка. Вигляд спереду.
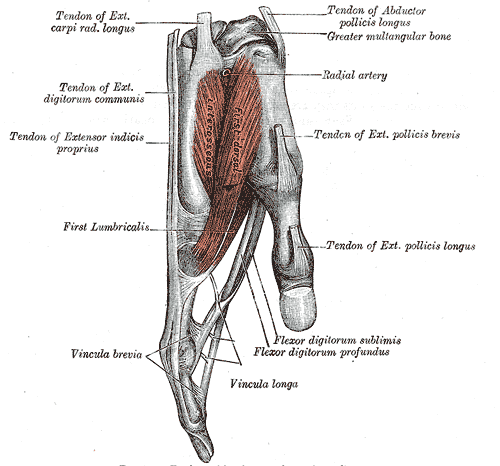
Сухожилки вказівного пальця зі сухожилковими зв'язками (vincula tendina).